# 천호진
천호진(千虎珍, 1960년 9월 9일 ~ )은 대한민국의 배우이다. 1984년 MBC 17기 공채 탤런트로 정식 데뷔했고, 1986년 영화에 출연했다. 1978년 고등학교 재학 중 모델로도 데뷔했다. 프로레슬러 천규덕의 아들이다.

## 경력
- 1978년 배재고등학교 재학 중, 학생중앙 1978년 1월호 모델로 데뷔
- 1979년 5월 20일 제14회 대통령 하사기 전국태권도대회 출전, 준준결승전 진출[1]
- 1984년 3월 MBC 17기 공채 탤런트로 정식 데뷔했다.
- 1984년과 1985년 뮤지컬 지저스 크라이스트 슈퍼스타에서 시몬 역으로 출연하였다.
- 1986년에는 욕망의 거리를 통해 처음 영화에 출연했다.
- 1986년 MBC 베스트셀러극장 - 청춘의 한낮 편으로 처음으로 드라마 주연을 맡았고, 이규형 감독의 영화 청 블루스케치으로 처음으로 영화 주연을 맡았다.
- 1988년 드라마 훠어이 훠어이를 시작으로 KBS 드라마에 출연했다.
- 1990년부터 약 8년 동안 출연한 대추나무 사랑걸렸네에서 황놀부의 둘째 아들 대철 역을 맡았다.
- 2017년 드라마 《황금빛 내 인생》으로 KBS 연기대상 대상을 김영철과 공동으로 수상하였다.
- 2020년 드라마 《한 번 다녀왔습니다》의 아버지 역으로 KBS 연기대상 대상을 단독 수상하였다.

## 연기 활동

### 드라마
- 1984년 MBC 수사실화극 《수사반장》
- 1984년 MBC 농촌드라마 《전원일기》
- 1984년 MBC 반공드라마 《3840 유격대》
- 1984년 MBC 일일연속극 《그리워그리워》
- 1985년 MBC 대하드라마 《억새풀》
- 1986년 MBC 대하드라마 《조선왕조 오백년 - 임진왜란》
- 1986년 MBC 단막극 《베스트셀러극장 - 청춘의 한낮》
- 1986년 MBC 8.15특집극 《생인손》
- 1987년 MBC 주말연속극 《사랑과 야망》 ... 종수 역
- 1988년 MBC 미니시리즈 《원미동 사람들》
- 1988년 MBC 창사특집극 《만남》
- 1988년 KBS 미니시리즈 《훠어이 훠어이》... 김효식 역
- 1989년 MBC 특집드라마 《초대받지 않은 여행》
- 1989년 KBS 일일연속극 《회전목마》

1989년 미니시리즈 무풍지대 군사혁명정부 군검사 중령 역
- 1990년 KBS 설날특집극 《기다리는 사람들》
- 1990년 MBC 일요드라마 《대원군》
- 1990년 KBS 농촌드라마 《대추나무 사랑걸렸네 (1기)》 ... 황대철 역
- 1990년 MBC 미니시리즈 《여자는 무엇으로 사는가》
- 1990년 KBS 대하드라마 《파천무》 ... 두미소 역
- 1991년 KBS 미니시리즈 《가까운 골짜기》
- 1991년 KBS 주말연속극 《여자의 시간》 ... 정훈 역
- 1991년 MBC 주말연속극 《고개숙인 남자》 ... 윤석 역
- 1991년 KBS 미니시리즈 《가을꽃 겨울나무》
- 1991년 MBC 수목드라마 《여명의 눈동자》...푸이 역
- 1992년 KBS 단막극 《드라마게임 - 아버지의 술잔》
- 1992년 KBS 미니시리즈 《검은 자화상》 ... 병칠 역
- 1992년 KBS 일일연속극 《가시나무 꽃》... 한수빈 역
- 1993년 KBS 단막극 《드라마게임 - 레퀴엠을 좋아하는 여자》
- 1993년 MBC 대하드라마 《제3공화국》 ... 공수단 단장 박치옥 대령 역
- 1993년 KBS 미니시리즈 《왕십리》 ... 민준태 역
- 1993년 KBS 일일연속극 《당신이 그리워질때》
- 1994년 KBS 월화드라마 《한명회》... 번개(신한철) 역
- 1994년 MBC 미니시리즈 《사랑을 그대 품안에》 ... 서울백화점 영업 1부 이사 정도일 역
- 1994년 KBS 미니시리즈 《숨은 그림 찾기》 ... 재필 역
- 1994년 SBS 아침드라마 《그대의 창》 ... 최민영 역
- 1995년 SBS 특별기획 《코리아게이트》 ... 중앙정보부 의전과장 박선호 역
- 1995년 SBS 주말극장 《옥이 이모》 ... 머슴 대길 역
- 1996년 SBS 드라마스페셜 《사랑의 이름으로》 ... 박철규 역
- 1996년 KBS 단막극 《드라마게임 - 나, 서른살의 일상》
- 1996년 KBS 단막극 《드라마게임 - 내 마음의 감옥》
- 1996년 KBS 단막극 《드라마게임 - 뺑덕어미와 홍길동》
- 1996년 KBS 납량특집드라마 《전설의 고향》〈덕대골〉
- 1996년 MBC 미니시리즈 《화려한 휴가》
- 1997년 SBS 드라마스페셜 《모델》 ... 조태식 역
- 1997년 KBS 단막극 《드라마스페셜- 무제5》
- 1997년 MBC 미니시리즈 《산》 ... 최기태 역
- 1997년 KBS 미니시리즈 《스타》
- 1997년 MBC 단막극 《사랑보다 더 큰 사랑》 ... 우진 역
- 1998년 SBS 주말특별기획 《삼김시대》 ... 김상현 역
- 1998년 KBS 아침드라마 《결혼 7년》 ... 의교 역
- 1998년 KBS 농촌드라마 《대추나무 사랑걸렸네 2기》... 황대철 역
- 1998년 MBC 미니시리즈 《적과의 동거》〈EP2. 당신이 죽어버리면 좋겠어〉 … 창수 역
- 1998년 MBC 아침드라마 《사랑을 위하여》
- 1999년 KBS 일일연속극 《사람의 집》 ... 홍철 역
- 2000년 SBS 드라마스페셜 《경찰특공대》... 1회 이동식 역(특별출연)
- 2000년 KBS 주말연속극 《꼭지》 ... 조동철 역
- 2000년 SBS 미니시리즈 《사랑의 전설》 ... 정영석 역
- 2000년 KBS 주간드라마 《여비서》
- 2001년 KBS 단막극 《드라마시티 - 라몬으로 가는 지도》 ... 이준하 역
- 2001년 SBS 주말극장 《아버지와 아들》
- 2001년 KBS 미니시리즈 《순정》 ... 차 반장 역
- 2002년 SBS 설날특집극 《도토리묵》 ... 동철 역
- 2002년 KBS 일일시트콤 《동물원 사람들》 ... 고현식 역
- 2003년 KBS 단막극 《드라마시티 - 지독한 사랑》... 형사 역
- 2003년 SBS 주말극장 《애정만세》 ... 이철식 역
- 2004년 EBS 어린이드라마 《깡순이》 ... 해리 아빠 강국한 역
- 2005년 SBS 미니시리즈 《세잎클로버》 ... 박근호 역
- 2006년 KBS 미니시리즈 《눈의 여왕》 ... 김장수 역
- 2007년 MBC 미니시리즈 《궁S》 ... 효장대공 이겸 역
- 2008년 MBC 미니시리즈 《돌아온 일지매》 ... 홍타이지 역 (특별출연)
- 2009년 MBC 주말연속극 《잘했군 잘했어》 ... 사진작가/수희의 연인, 한상훈 역(특별출연)
- 2009년 SBS 주말 특별기획 《그대, 웃어요》 ... 강상훈 역
- 2009년 SBS 드라마스페셜 《크리스마스에 눈이 올까요?》 ... 한준수 역
- 2010년 MBC 창사특별기획 《동이》 ... 최효원 역
- 2010년 KBS 미니시리즈 《구미호: 여우누이뎐》 ... 박수무당 만신 역
- 2011년 SBS 미니시리즈 《파라다이스 목장》 ... 다지 부, 이억수 역
- 2011년 SBS 미니시리즈 《마이더스》 ... 최국환 역
- 2011년 SBS 드라마스페셜 《시티헌터》 ... 최응찬 역
- 2011년~2012년 MBC 주말 특별기획 《애정만만세》 ... 강형도 역
- 2011년 TV조선 주말연속극 《고봉실 아줌마 구하기》 ... 데이비드 김 역
- 2012년 MBC 대하드라마 《무신》 ... 이규보 역
- 2012년 KBS2 미니시리즈 《각시탈》... 기무라 타로 역
- 2012년 KBS2 주말연속극 《내 딸 서영이》... 이삼재 역
- 2013년 SBS 드라마스페셜 《내 연애의 모든 것》... 고대룡 역
- 2013년 SBS 일일드라마 《못난이 주의보》... 나일평 역
- 2013년 KBS2 미니시리즈 《굿 닥터》... 최우석 역
- 2013년 MBC 미니시리즈 《투윅스》... . 한치국 역 (특별출연)
- 2014년 JTBC 주말연속극 《12년만의 재회: 달래 된, 장국》... 유정한 역
- 2014년 SBS 미니시리즈 《닥터 이방인》 ... 장석주 역
- 2015년 KBS2 주말연속극 《파랑새의 집》 ... 장태수 역
- 2015년 SBS 대하드라마 《육룡이 나르샤》... 이성계 역
- 2016년 KBS2 월화드라마 《구르미 그린 달빛》... 김헌 역
- 2016년 JTBC 금토드라마 《맨투맨》... 백인수 의원 역
- 2017년 tvN 금토드라마 《시카고 타자기》... 백도하 역
- 2017년 KBS2 주말드라마 《황금빛 내 인생》... 서태수 역
- 2018년 JTBC 금토드라마 《라이프》... 이보훈 역
- 2018년 SBS 미니시리즈 《복수가 돌아왔다》 ... 박동준 역
- 2019년 OCN 수목드라마 《구해줘 2》 ... 최경석 역
- 2020년 KBS2 주말드라마 《한 번 다녀왔습니다》... 송영달 역
- 2021년 JTBC 금토드라마 《괴물》... 남상배 역
- 2021년 tvN 수목드라마 《더 로드: 1의 비극》... 서기태 역
- 2022년 JTBC 토일드라마 《나의 해방일지》... 염재호 역
- 2023년 MBC 금토드라마 《조선변호사》... 유제세 역
- 2023년 tvN 월화드라마 《반짝이는 워터멜론》... 비바 할아버지 역
- 2023년 MBC 금토드라마 《열녀박씨 계약결혼뎐》 ... 강상모 역
- 2025년 SBS 금토드라마 《귀궁》
- 2025년 JTBC 토일드라마 《천국보다 아름다운》... 센터장 / 염라 역
- 2025년 JTBC 금요드라마 《착한 사나이》 … 박실곤 역
- 2025년 KBS2 주말드라마 《화려한 날들》 ... 이상철 역

### 영화
- 1986년 《욕망의 거리》
- 1986년 《청 블루 스케치》 ... 야구선수 김지훈 역
- 1987년 《박철수의 헬로 임꺽정》
- 1987년 《돌쇠 바람》
- 1987년 《돌아이 3》
- 1988년 《이장호의 외인구단 2》 ... 마동탁 역
- 1988년 《지금은 양지》
- 1989년 《며느리밥 풀꽃에 대한 보고서》 ... 창수 역
- 1990년 《꿈꾸는 식물》 ... (우정출연)
- 1990년 《타악기의 계절》 ... 민은회 역
- 1990년 《오세암》
- 1991년 《눈물의 웨딩 드레스》 ... 학수 역
- 2001년 《2009 로스트 메모리즈》 ... 김준환(센진리더) 역
- 2002년 《이중간첩》 ... 백승철 역
- 2004년 《말죽거리 잔혹사》 ... 현수 부 역
- 2004년 《범죄의 재구성》 ... 차 반장 역
- 2004년 《늑대의 유혹》 ... 태성 부 역(특별출연)
- 2004년 《인형사》 ... 최 관장 역
- 2005년 《주먹이 운다》 ... 상철 역
- 2005년 《내 생애 가장 아름다운 일주일》 ... 조재경 역
- 2005년 《혈의 누》 ... 강 객주 역(특별출연)
- 2006년 《데이지》 ... 장 형사 역
- 2006년 《흡혈형사 나도열》 ... 강 형사 역
- 2006년 《비열한 거리》 ... 황 회장 역
- 2006년 《삼거리 극장》 ... 우기남 사장 역
- 2007년 《좋지 아니한가》 ... 심창수 역
- 2007년 《GP506》 ... 수사관 역
- 2007년 《용의주도 미스 신》 ... 미수 부 역
- 2009년 《불꽃처럼 나비처럼》 ... 흥선 대원군 역
- 2010년 《부당거래》 ... 강 국장 역
- 2010년 《죽이고 싶은》 ... 김민호 역
- 2010년 《악마를 보았다》 ... 오 과장 역
- 2010년 《김종욱 찾기》 ... 지우 부, 서 대령 역
- 2012년 《마이웨이》 ... 준식 부 역
- 2012년 《배꼽》 ... 서정민 역
- 2012년 《이웃사람》...경비원 역
- 2014년 《백프로》 ... 석구 역
- 2015년 《간신》... 임사홍 역
- 2015년 천만영화 《베테랑》 ... 광역수사대 총경 강정식 역
- 2015년 《퇴마: 무녀굴》 ... 강 목사 역
- 2017년 《루시드 드림》 ... 조명철 역
- 2017년 《반드시 잡는다》 ... 나정혁 역
- 2025년 《파과》 ... 손 회장 역

## CF
- 1991년 한일약품 산그린 (feat. 현석)
- 1996년 동아제약 로얄디 포르테
- 1997년 한국삼공 리전트
- 2020년 알콘

## 학력
- 장충중학교 졸업
- 배재고등학교 졸업
- 인하대학교 이과대학 화학과 중퇴

## 수상 및 후보
| 연도 | 시상식                         | 부문                             | 작품                                | 결과 |
| ---- | ------------------------------ | -------------------------------- | ----------------------------------- | ---- |
| 1989 | KBS 연기대상                   | 남자 신인연기상                  | 회전목마                            | 후보 |
| 1992 | 제28회 백상예술대상            | TV부문 남자 신인연기상           | 대추나무 사랑걸렸네                 | 수상 |
| 1992 | KBS 연기대상                   | 남자 우수연기상                  | 검은 자화상, 가시나무 꽃            | 후보 |
| 1994 | KBS 연기대상                   | 남자 우수연기상                  | 숨은 그림 찾기, 대추나무 사랑걸렸네 | 수상 |
| 1998 | KBS 연기대상                   | 남자 우수연기상                  | 대추나무 사랑걸렸네                 | 후보 |
| 2004 | 제41회 대종상                  | 남우조연상                       | 범죄의 재구성                       | 후보 |
| 2007 | 제44회 대종상                  | 남우조연상                       | 비열한 거리                         | 후보 |
| 2010 | KBS 연기대상                   | 남자 조연상                      | 구미호: 여우누이뎐                  | 후보 |
| 2011 | SBS 연기대상                   | 드라마스페셜부문 남자 특별연기상 | 시티헌터                            | 후보 |
| 2012 | KBS 연기대상                   | 대상                             | 각시탈, 내 딸 서영이                | 후보 |
| 2012 | KBS 연기대상                   | 남자 최우수연기상                | 각시탈, 내 딸 서영이                | 후보 |
| 2012 | KBS 연기대상                   | 장편드라마부문 남자 우수연기상   | 내 딸 서영이                        | 후보 |
| 2013 | SBS 연기대상                   | 장편드라마부문 남자 특별연기상   | 못난이 주의보                       | 후보 |
| 2015 | SBS 연기대상                   | 장편드라마부문 남자 최우수연기상 | 육룡이 나르샤                       | 후보 |
| 2017 | KBS 연기대상                   | 대상                             | 황금빛 내 인생                      | 수상 |
| 2017 | KBS 연기대상                   | 남자 최우수연기상                | 황금빛 내 인생                      | 후보 |
| 2017 | KBS 연기대상                   | 장편드라마부문 남자 우수연기상   | 황금빛 내 인생                      | 후보 |
| 2018 | 제30회 한국PD대상              | 탤런트부문 출연자상              | 황금빛 내 인생                      | 수상 |
| 2018 | 제54회 백상예술대상            | TV부문 남자 최우수연기상         | 황금빛 내 인생                      | 후보 |
| 2018 | 제11회 코리아 드라마 어워즈    | 연기대상                         | 황금빛 내 인생                      | 후보 |
| 2020 | 제11회 대한민국 대중문화예술상 | 대통령 표창                      | 빈칸                                | 수상 |
| 2020 | KBS 연기대상                   | 대상                             | 한 번 다녀왔습니다                  | 수상 |
| 2020 | KBS 연기대상                   | 남자 최우수연기상                | 한 번 다녀왔습니다                  | 후보 |
| 2020 | KBS 연기대상                   | 장편드라마부문 남자 우수연기상   | 한 번 다녀왔습니다                  | 후보 |
| 2020 | KBS 연기대상                   | 남자 네티즌상                    | 한 번 다녀왔습니다                  | 후보 |
| 2020 | KBS 연기대상                   | 베스트 커플상 (with 이정은)      | 한 번 다녀왔습니다                  | 수상 |
| 2021 | 제48회 한국방송대상            | 탤런트부문 남자 최우수연기자상   | 한 번 다녀왔습니다                  | 수상 |
| 2021 | 소비자 고객충성도 대상 시상식  | 국민배우 - 남자부문              | 빈칸                                | 수상 |
| 2023 | MBC 연기대상                   | 베스트 캐릭터상                  | 조선변호사                          | 후보 |

## 저서
- 2009년 천호진의 생활 목공 DIY (오픈하우스)

## 기타
본업 외에 독학으로 목공예 경력이 있다. 그밖에 그는 한때 태권도 대회에 출전한 선수이기도 하다. 아버지를 닮아서 싸움 실력도 상당히 좋다.